# Rozkoš
Rozkoš település Csehországban, a Znojmói járásban. Rozkoš Biskupice-Pulkov, Hostim, Slatina, Střelice, Příštpo, Radkovice u Hrotovic és Jaroměřice nad Rokytnou településekkel határos. Lakosainak száma 176 fő (2024. január 1.).

## Népesség
A település lakosságának változását az alábbi diagram mutatja:
| Lakosok száma | 431  | 452  | 482  | 307  | 267  | 184  | 175  | 173  | 176  | 176  |
|               | 1869 | 1890 | 1921 | 1950 | 1980 | 2001 | 2017 | 2019 | 2022 | 2024 |